# Sants
Sants este un cartier din districtul 3, Sants-Montjüic, al orasului Barcelona.